# Stora Kalvstadtjärnen
Stora Kalvstadtjärnen är en sjö i Mora kommun i Dalarna och ingår i Dalälvens huvudavrinningsområde. Sjön har en area på 0,062 kvadratkilometer och ligger 370,5 meter över havet.

## Delavrinningsområde
Stora Kalvstadtjärnen ingår i det delavrinningsområde (676371-140158) som SMHI kallar för Mynnar i Venjanssjön. Medelhöjden är 357 meter över havet och ytan är 14,7 kvadratkilometer. Räknas de 6 avrinningsområdena uppströms in blir den ackumulerade arean 88,07 kvadratkilometer. Kräggan som avvattnar avrinningsområdet har biflödesordning 4, vilket innebär att vattnet flödar genom totalt 4 vattendrag innan det når havet efter 377 kilometer. Avrinningsområdet består mestadels av skog (81 procent). Avrinningsområdet har 0,52 kvadratkilometer vattenytor vilket ger det en sjöprocent på 3,5 procent.